# Zion (Oklahoma)
Zion és una concentració de població designada pel cens dels Estats Units a l'estat d'Oklahoma. Segons el cens del 2000 tenia 48 habitants.

## Demografia
Segons el cens del 2000, Zion tenia 48 habitants, 16 habitatges, i 12 famílies. La densitat de població era de 10,8 habitants per km².
Dels 16 habitatges en un 37,5% hi vivien nens de menys de 18 anys, en un 56,3% hi vivien parelles casades, en un 12,5% dones solteres, i en un 25% no eren unitats familiars. En el 25% dels habitatges hi vivien persones soles el 18,8% de les quals corresponia a persones de 65 anys o més que vivien soles. El nombre mitjà de persones vivint en cada habitatge era de 3 i el nombre mitjà de persones que vivien en cada família era de 3,58.
Per edats la població es repartia de la següent manera: un 27,1% tenia menys de 18 anys, un 10,4% entre 18 i 24, un 22,9% entre 25 i 44, un 25% de 45 a 60 i un 14,6% 65 anys o més.
L'edat mediana era de 36 anys. Per cada 100 dones de 18 o més anys hi havia 169,2 homes.
La renda mediana per habitatge era de 28.250 $ i la renda mediana per família de 28.250 $. Els homes tenien una renda mediana de 28.750 $ mentre que les dones 13.750 $. La renda per capita de la població era de 6.920 $. Entorn del 18,2% de les famílies i el 15,7% de la població estaven per davall del llindar de pobresa.

## Poblacions properes
El següent diagrama mostra les poblacions més properes.